# Каталано, Паскуале
Паскуале Каталано (итал. Pasquale Catalano; род. 1966, Неаполь) —  итальянский кинокомпозитор,  четырёхкратный номинант на премию  «Давид ди Донателло». Наиболее известен по сотрудничеству с режиссёрами Ферзаном Озпетеком и Паоло Соррентино.
Учился игре на фортепиано, гитаре и скрипке в консерваториях родного Неаполя, Матеры и Авеллино. По окончании обучения Каталано  работал в нескольких театрах. Его знакомство с миром кино произошло в начале 90-х, когда Паскуале  написал музыку к нескольким фильмам Паппи Корсикато.

## Избранная фильмография
- Последствия любви (2004)
- Двойное время (2009)
- Холостые выстрелы (2010)
- По версии Барни (2010)
- Присутствие великолепия (2012)
- Пристегните ремни (2014)
- Субура (2015)
- Аляска (2015)
- Неаполь под пеленой (2017)
- Вы когда-нибудь боялись? (2023)